# Andrés Collado Piña
Andrés Collado Piña fue un médico y político español, alcalde de Albacete entre 1886 y 1890.

## Trayectoria
Collado Piña, médico de profesión, accedió a la alcaldía de Albacete en 1886. Durante su mandato mejoró varias infraestructuras de la capital, especialmente el Recinto Ferial de Albacete. Piña mejoró el emblemático edificio ferial a través de varias reformas con el fin de potenciar la Feria de Albacete en el ámbito comercial.
Además, publicó un reglamento municipal de la prostitución en 1889 que fue referencia a escala nacional. Desde el curso 1898-1899 perteneció al claustro de profesores del Instituto Bachiller Sabuco. Fue presidente del grupo de intelectuales denominado Tertulia de Agua.

## Reconocimientos
Una de las arterias viarias de la capital albaceteña lleva su nombre como reconocimiento a su labor.